# ال‌جی جی فلکس
ال‌جی جی فلکس (انگلیسی: LG G Flex) یک فبلت اندرویدی طراحی و ساخته شده توسط گروه ال‌جی است. برای اولین بار توسط این شرکت در ۲۷ اکتبر ۲۰۱۳ میلادی برای عرضه در کره جنوبی، رونمایی شد. پیاده‌سازی این گوشی تشابهات زیادی با مدل جی۲ دارد. شرکت برای نخستین بار برای گنجاندن یک صفحه نمایش انعطاف‌پذیر در گوشی‌های هوشمند، این محصول را انتخاب کرد.